# 桑原翠邦
桑原翠邦（くわはら すいほう、1906年9月20日‐1995年3月27日）は、北海道帯広市出身の書家である。本名 清美。翠邦は号で魚目とも号した。
書家の桑原呂翁は長男。

## 経歴
1906年、北海道河西郡帯広町（現在の帯広市）に生まれた。1921年、札幌鉄道教習所に入学し、大塚鶴洞に師事したことで、書を意識するようになった。また、後に同じく書家となる金子鷗亭、三宅半有とも鉄道教習所時代に出会っている。1924年に鉄道教習所を卒業し、職に就くが、川谷尚亭、比田井天来が相次いで北海道に来遊、彼らから上京を勧められたことで、金子とともに1932年に上京、以降比田井天来に師事した。翌年、上田桑鳩が中心となって結成された書道芸術社に参加した。
戦後は書壇と一定の距離を置いた一方で、師天来と同じように桑原も全国各地を遊歴して書を頒布し、天来の書法を広めることに努めた（ここから、旅の書家とも言われた）。現在でも桑原の書が各地に数多く残されているという。
1972年、東宮御所書道御進講となった。
1995年3月27日に死去した。なお、1995年に桑原のインタビュー、揮毫の様子を撮影した映像が残されているが、桑原は映像中で「平成七年（1995年）三月十九日」と書いており、最晩年まで矍鑠としていたことが分かる。

## 作品集
- 桑原翠邦古稀記念作品集 書宗院，1976
- 米寿記念桑原翠邦作品集 教育書籍，1993
- 桑原翠邦の臨書 全3巻 教育書籍，1993
- 桑原翠邦臨書集 全5巻 天来書院、2001

## 映像
- 書・20世紀の巨匠たち 第3巻 天来書院（VHS・DVD）（ここで上記の映像を確認することができる）

## 関連事項
- 日本の漢字書家一覧